# Cheelammanahalli, Gauribidanur
Cheelammanahalli là một làng thuộc tehsil Gauribidanur, huyện Kolar, bang Karnataka, Ấn Độ.